# Toft (Cheshire)
Toft is een civil parish in het bestuurlijke gebied Cheshire East, in het Engelse graafschap Cheshire.